# 山口ダム (長野県)
山口ダム（やまぐちダム）は、木曽川本川中流部、長野県木曽郡南木曽町に位置するダムである。関西電力株式会社の水力発電専用ダムで、山口発電所（やまぐちはつでんしょ）へ送水して最大4万2,000キロワットの電力を発電する。また賤母発電所（しずもはつでんしょ・出力1万6,300キロワット）の取水ダムも兼ねる。

## 構造

### ダム
山口ダムは木曽川を横断する形で築造されたダムである。読書ダムの下流、落合ダムの上流に位置する。形式は重力式コンクリートダム。ダムの堤高（基礎岩盤からの最大高さ）は38.6メートル、堤頂長（頂上部長さ）は181.4メートル、堤体積（堤体の体積）は6.1万立方メートル。ダム頂部には6門のラジアルゲートが並ぶ。
ダムによって形成される調整池の総貯水容量は348.4万立方メートル、うち利用水深5.0メートルまでの有効貯水容量は126.4万立方メートルで、湛水面積は31ヘクタールに及ぶ（2016年4月時点）。

### 発電所
ダムより取水する関西電力山口発電所はダム下流の左岸、同じく山口ダムより取水する賤母発電所よりも下流側に位置する（北緯35度34分22.1秒 東経137度32分22.3秒 / 北緯35.572806度 東経137.539528度）。ダムとの間に長野県と岐阜県の県境が通っており、発電所は岐阜県側の中津川市山口（旧長野県山口村）にある。ダム水路式発電所であり、最大出力4万2,000キロワットで稼働している（2017年7月時点）。発電所の最大使用水量は78.00立方メートル毎秒、有効落差は62.39メートル。
ダムと発電所は総延長3,070.8メートルの導水路（圧力隧道）で繋がれ、上部水槽（サージタンク）から長さ100.34メートルの水圧鉄管1条にて水を落として1台の水車発電機を稼働させる。水車は東芝製立軸単流単輪渦巻フランシス水車を採用し、発電機は東芝製の容量4万5,000キロボルトアンペア・力率90パーセント・電圧13.2キロボルト・回転数172rpmのものを設置する。発電所建屋は鉄筋コンクリート構造の半地下式で建設されている。

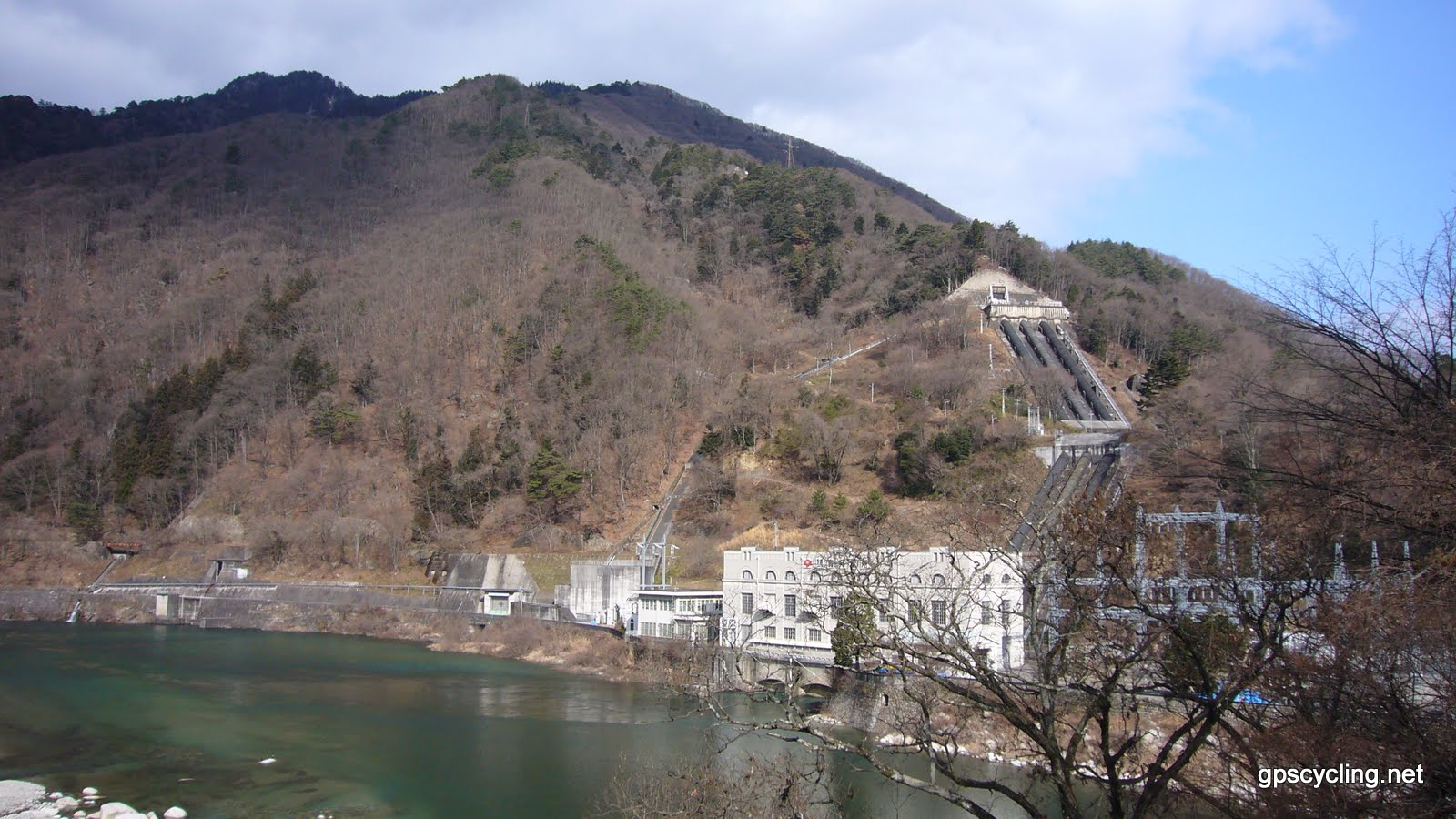
山口ダム湖と読書発電所
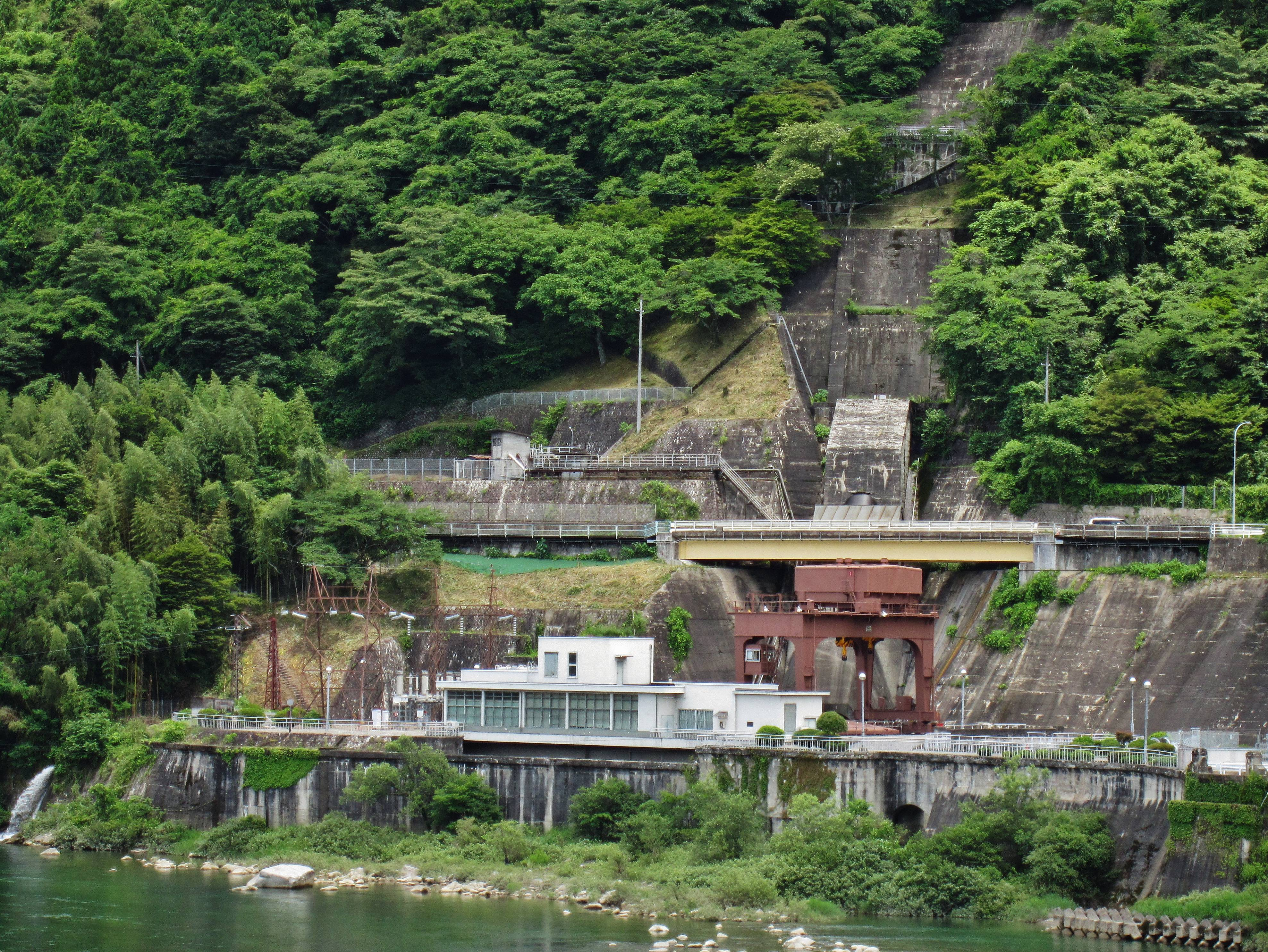
山口発電所
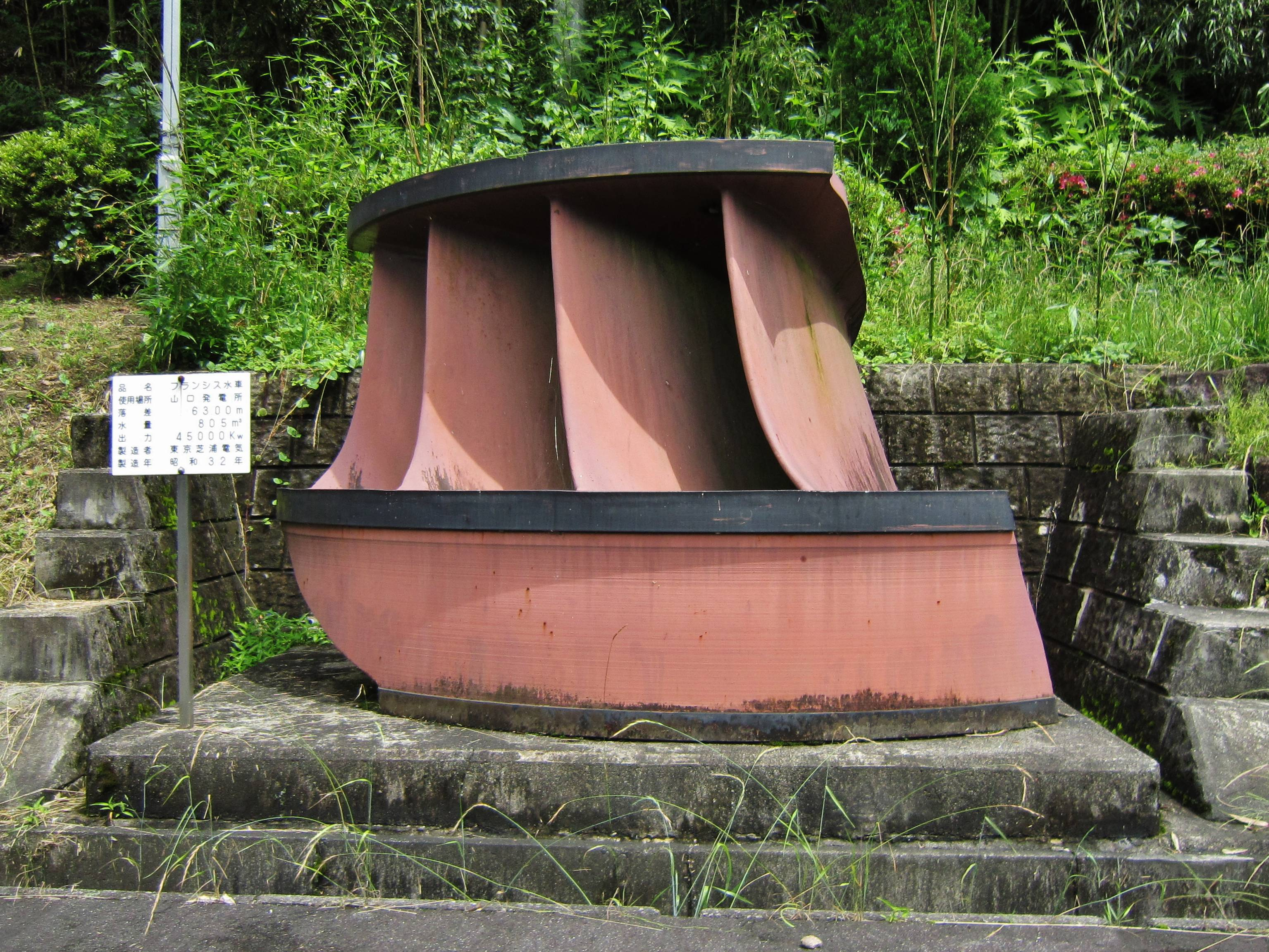
山口発電所の水車（木曽川電力資料館）

## 歴史

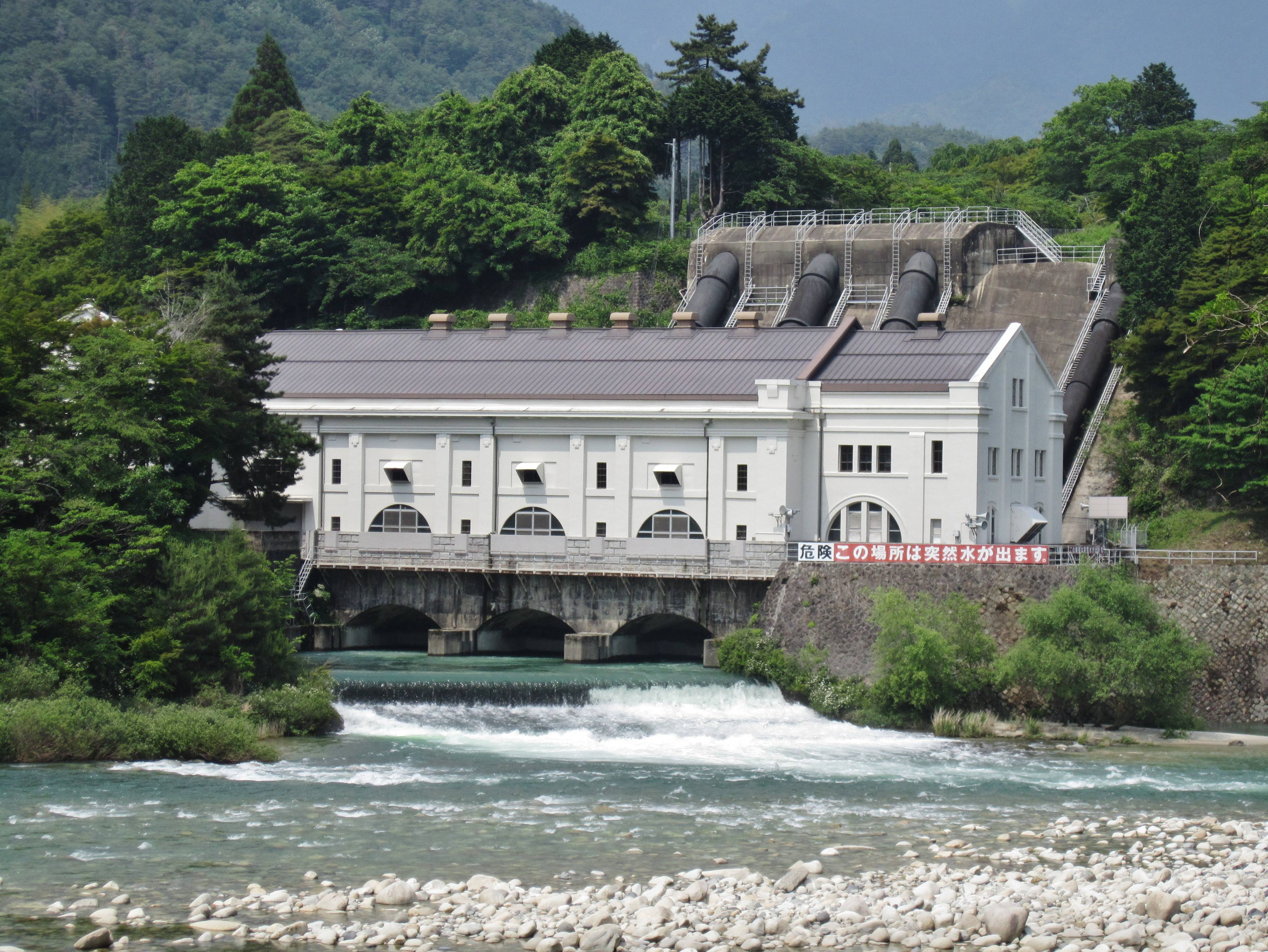
賤母発電所

大正・昭和戦前期、木曽川では当時の大手電力会社大同電力によって水力開発が進展した。同社における木曽川最初の発電所が、前身会社木曽電気興業時代の1919年（大正8年）に完成した賤母発電所であり、これは高さ7メートルの堰堤から取水する水路式発電所であった。完成後の1920年（大正9年）3月、大同電力は賤母発電所の下流側、岐阜県内に5地点の水利権を獲得する。このうちの一つが「落合」地点で、当初は水路式発電所で計画されたが、実際にはダム式による落合発電所として1926年（大正15年）に竣工した。この落合発電所建設に際し、元の「落合」地点の水利権は分割され、上流部分が「坂下」地点として未開発で残された。この「坂下」地点は水路式発電所で使用水量44.52立方メートル毎秒・有効落差13.03メートルにて出力4430キロワットを得るという計画であった。
「坂下」地点の開発は長く実行に移されず、計画は日本発送電を経て戦後関西電力へと引き継がれた。関西電力ではこの開発計画を見直し、発電所を岐阜県坂下町（現・中津川市坂下）から対岸の長野県山口村（現・中津川市山口）に移すとともに、賤母発電所と共用の調整池を南木曽町吾妻に設置するという方針を決定。その準備として、ダムに干渉する木曽川左岸の国道19号付け替えを1955年（昭和33年）6月に実施し、同年12月には地元山口村と補償に関する協定書を交わした。そして補償協定成立に伴い12月坂下発電所建設に着手した。
工期は2年間で、1957年（昭和32年）11月30日にダムでは湛水式が挙行され湛水を開始し、12月2日には発電所の水車試験も完了して、発電所は12月29日付で仮認可を得て営業運転に入った。運転開始に伴いこれまで「坂下発電所」としていた発電所名を、山口村の要望を取り入れて「山口発電所」へと変更している。また発電所出力は当初から最大4万2,000キロワットである。

## 河川維持流量発電所の計画
2019年2月20日、関西電力は山口ダムにおける河川維持放流を利用した新発電所建設を発表した。発表によると、仮称「山口維持流量発電所」は最大使用水量2.84立方メートル毎秒・27.39メートルにより最大630キロワットを出力する発電所となる予定で、年間発電量は450万キロワット時となる見込み。営業運転開始は2022年6月が予定されている。

## 山口ダムに関する文献
- 『山口発電所工事誌』 - 関西電力坂下水力発電所建設所より1960年出版